# Fase de classificació de la Copa d'Àfrica de Nacions 1982
Fase de classificació de la Copa d'Àfrica de Nacions de futbol de l'any 1982.
- Nigèria classificat com a campió anterior.
- Líbia classificat com a organitzador.

## Ronda preliminar
| Equip 1           | Global       | Equip 2      | Anada | Tornada |
| ----------------- | ------------ | ------------ | ----- | ------- |
| Moçambic          | 7–3          | Lesotho      | 6–1   | 1–2     |
| Madagascar        | 1–1 (g.c.c.) | Maurici      | 0–0   | 1–1     |
| Mali              | 3–2          | Mauritània   | 2–0   | 1–2     |
| Malawi            | 1–2          | Zimbàbue     | 0–1   | 1–1     |
| Libèria           | 1–1 (g.c.c.) | Gàmbia       | 0–0   | 1–1     |
| Angola            | 1–1 (g.c.c.) | Congo        | 1–1   | 0–0     |
| Senegal           | 4–1          | Sierra Leone | 2–0   | 2–1     |
| Guinea Equatorial | n/d          | Benín        | —     | —       |
| Ruanda            | n/d          | Uganda       | —     | —       |
| Alt Volta         | n/d          | Gabon        | —     | —       |

| Moçambic | 6–1 | Lesotho |
| -------- | --- | ------- |
|          |     |         |

| Lesotho | 2–1 | Moçambic |
| ------- | --- | -------- |
|         |     |          |

Moçambic guanyà 7–3 en l'agregat.
| Madagascar | 0–0 | Maurici |
| ---------- | --- | ------- |
|            |     |         |

 Mahamasina Municipal Stadium, Antananarivo
| Maurici | 1–1 | Madagascar |
| ------- | --- | ---------- |
| L'Enflé |     | Gol        |

 Stade George V, Curepipe
Madagascar es classificà pel valor doble dels gols en camp contrari després de 1–1 en l'agregat.
| Mali | 2–0 | Mauritània |
| ---- | --- | ---------- |
|      |     |            |

| Mauritània | 2–1 | Mali |
| ---------- | --- | ---- |
|            |     |      |

Mali guanyà 3–2 en l'agregat.
| Malawi | 0–1 | Zimbàbue |
| ------ | --- | -------- |
|        |     | Manuel   |

| Zimbàbue | 1–1 | Malawi |
| -------- | --- | ------ |
| Gol      |     | Gondwe |

Zimbabwe guanyà 2–1 en l'agregat.
| Libèria | 0–0 | Gàmbia |
| ------- | --- | ------ |
|         |     |        |

| Gàmbia | 1–1 | Libèria |
| ------ | --- | ------- |
|        |     |         |

Libèria es classificà pel valor doble dels gols en camp contrari després de 1–1 en l'agregat.
| Angola    | 1–1 | Congo    |
| --------- | --- | -------- |
| Ndunguidi |     | Massamba |

| Congo | 0–0 | Angola |
| ----- | --- | ------ |
|       |     |        |

 Stade Alphonse Massemba-Débat, Brazzaville
Congo es classificà pel valor doble dels gols en camp contrari després de 1–1 en l'agregat.
| Senegal | 2–0 | Sierra Leone |
| ------- | --- | ------------ |
| Koto    |     |              |

| Sierra Leone | 1–2 | Senegal   |
| ------------ | --- | --------- |
| Rappel       |     | Gol · Gol |

 Freetown
Senegal guanyà 4–1 en l'agregat.
| Guinea Equatorial | n/d | Benín        |
| ----------------- | --- | ------------ |
|                   |     | Abandonament |

Guinea Equatorial es classificà, Benín abandonà.
| Ruanda | n/d | Uganda       |
| ------ | --- | ------------ |
|        |     | Abandonament |

Ruanda es classificà, Uganda abandonà.
| Alt Volta | n/d | Gabon        |
| --------- | --- | ------------ |
|           |     | Abandonament |

Alt Volta es classificà, Gabon abandonà.

## Primera ronda
| Equip 1    | Global      | Equip 2           | Anada | Tornada |
| ---------- | ----------- | ----------------- | ----- | ------- |
| Marroc     | 8–1         | Libèria           | 3–1   | 5–0     |
| Kenya      | 3–7         | Egipte            | 3–5   | 0–2     |
| Camerun    | 6–2         | Togo              | 4–0   | 2–2     |
| Zaire      | 5–4         | Moçambic          | 2–1   | 3–3     |
| Algèria    | 5–4         | Mali              | 5–1   | 0–3     |
| Ghana      | 2–1         | Congo             | 1–1   | 1–0     |
| Zimbàbue   | 0–3         | Zàmbia            | 0–1   | 0–2     |
| Tunísia    | 1–0         | Senegal           | 1–0   | 0–0     |
| Etiòpia    | 1–1 (4–3 p) | Ruanda            | 1–0   | 0–1     |
| Guinea     | n/d         | Guinea Equatorial | —     | —       |
| Madagascar | n/d         | Tanzània          | —     | —       |
| Alt Volta  | Bye         |                   |       |         |

| Marroc     | 3–1 | Libèria |
| ---------- | --- | ------- |
| Boussati · |     | Gol     |

| Libèria | 0–5 | Marroc |
| ------- | --- | ------ |
|         |     |        |

Marroc guanyà 8–1 en l'agregat.
| Kenya                                | 3–5 | Egipte                                                    |
| ------------------------------------ | --- | --------------------------------------------------------- |
| Oluoch 9' · Masiga 17' · Ingutia 28' |     | Hammouda 3' · Nur 22' · El Khatib 63' · El-Sayed 67', 82' |

| Egipte               | 2–0 | Kenya |
| -------------------- | --- | ----- |
| El-Badry · El Khatib |     |       |

Egipte guanyà 7–3 en l'agregat.
| Camerun         | 4–0 | Togo |
| --------------- | --- | ---- |
| Bahoken · Milla |     |      |

| Togo      | 2–2 | Camerun |
| --------- | --- | ------- |
| Gol · Gol |     | Ebongué |

Camerun guanyà 6–2 en l'agregat.
| Zaire | 2–1 | Moçambic |
| ----- | --- | -------- |
|       |     |          |

| Moçambic | 3–3 | Zaire |
| -------- | --- | ----- |
|          |     |       |

Zaire guanyà 5–4 en l'agregat.
| Algèria                                                               | 5–1 | Mali         |
| --------------------------------------------------------------------- | --- | ------------ |
| Bensaoula 18' · Guendouz 28' · Madjer 56', 71' · I. Traoré 72' (p.p.) |     | Bagayoko 12' |

| Mali                                                | 3–0 | Algèria |
| --------------------------------------------------- | --- | ------- |
| I. Traoré 27' (pen.) · B. Traoré 29' · Bagayoko 85' |     |         |

Algèria guanyà 5–4 en l'agregat.
| Ghana           | 1–1 | Congo        |
| --------------- | --- | ------------ |
| Papa Arko (pen) |     | Mickey 45+1' |

| Congo | 0–1 | Ghana         |
| ----- | --- | ------------- |
|       |     | Odamettey 25' |

Ghana guanyà 2–1 en l'agregat.
| Zimbàbue | 0–1 | Zàmbia |
| -------- | --- | ------ |
|          |     |        |

| Zàmbia | 2–0 | Zimbàbue |
| ------ | --- | -------- |
|        |     |          |

Zàmbia guanyà 3–0 en l'agregat.
| Tunísia | 1–0 | Senegal |
| ------- | --- | ------- |
| Jebali  |     |         |

| Senegal | 0–0 | Tunísia |
| ------- | --- | ------- |
|         |     |         |

 Dakar
Tunísia guanyà 1–0 en l'agregat.
| Etiòpia | 1–0 | Ruanda |
| ------- | --- | ------ |
|         |     |        |

| Ruanda          | 1–0 | Etiòpia |
| --------------- | --- | ------- |
|                 |     |         |
| Tanda de penals |     |         |
|                 | 3–4 |         |

Etiòpia guanyà 4–3 en els penals després de 1–1 en l'agregat.
| Guinea | n/d | Guinea Equatorial |
| ------ | --- | ----------------- |
|        |     | Abandonament      |

Guinea es classificà, Guinea Equatorial abandonà.
| Madagascar | n/d | Tanzània     |
| ---------- | --- | ------------ |
|            |     | Abandonament |

Madagascar es classificà, Tanzània abandonà.

## Segona ronda
| Equip 1 | Global       | Equip 2    | Anada | Tornada |
| ------- | ------------ | ---------- | ----- | ------- |
| Guinea  | 3–3 (g.c.c.) | Etiòpia    | 2–2   | 1–1     |
| Ghana   | 4–3          | Zaire      | 2–2   | 2–1     |
| Camerun | 6–3          | Madagascar | 5–1   | 1–2     |
| Marroc  | 2–3          | Zàmbia     | 2–1   | 0–2     |
| Algèria | 8–1          | Alt Volta  | 7–0   | 1–1     |
| Tunísia | n/d          | Egipte     | —     | —       |

| Guinea | 2–2 | Etiòpia |
| ------ | --- | ------- |
|        |     |         |

 Stade du 28 Septembre, Conakry
| Etiòpia | 1–1 | Guinea |
| ------- | --- | ------ |
|         |     |        |

 Addis Ababa Stadium, Addis Ababa
Etiòpia es classificà pel valor doble dels gols en camp contrari després de 3–3 en l'agregat.
| Ghana | 2–2 | Zaire |
| ----- | --- | ----- |
|       |     |       |

 Accra
| Zaire | 1–2 | Ghana |
| ----- | --- | ----- |
|       |     |       |

Ghana guanyà 4–3 en l'agregat.
`
| Camerun                                   | 5–1 | Madagascar |
| ----------------------------------------- | --- | ---------- |
| M'Bida · Kundé · Aoudou · Djonkep · Milla |     |            |

 Stade Ahmadou Ahidjo, Yaoundé
| Madagascar | 2–1 | Camerun |
| ---------- | --- | ------- |
| Gol · Gol  |     | M'Bida  |

 Mahamasina Municipal Stadium, Antananarivo
Camerun guanyà 6–3 en l'agregat.
| Marroc                | 2–1 | Zàmbia |
| --------------------- | --- | ------ |
| Limane · Boussati 77' |     | Chola  |

 Hassan II Stadium, Fes
| Zàmbia     | 2–0 | Marroc |
| ---------- | --- | ------ |
| ? · Kaumba |     |        |

 Lusaka
Zàmbia guanyà 3–2 en l'agregat.
| Algèria                                                                  | 7–0 | Alt Volta |
| ------------------------------------------------------------------------ | --- | --------- |
| Madjer 31', 37' · Belloumi 53', 56' · Aït El-Hocine 68', 80' · Assad 81' |     |           |

| Alt Volta    | 1–1 | Algèria           |
| ------------ | --- | ----------------- |
| Ouattara 81' |     | Sidibé 18' (p.p.) |

Algèria guanyà 8–1 en l'agregat.
| Tunísia | n/d | Egipte       |
| ------- | --- | ------------ |
|         |     | Abandonament |

Tunísia es classificà, Egipte abandonà.

## Equips classificats
Els 8 equips classificats foren:
- Algèria
- Camerun
- Etiòpia
- Ghana
- Líbia (seu)
- Nigèria (vigent campió)
- Tunísia
- Zàmbia